# Umberto Cagni

Umberto Cagni

Umberto Cagni (* 24. Februar 1863 in Asti; † 22. April 1932 in Genua) war ein italienischer Forschungsreisender und Admiral.

## Leben
Umberto Cagni war Sohn eines piemontesischen Generals. Im Alter von 14 Jahren trat er zunächst in die Marineschule in Neapel ein, wechselte dann zur Marineschule Genua, die er 1881 als Leutnant zur See abschloss. Von 1882 bis 1885 durfte er auf dem Kriegsschiff Vettor Pisani an einer Weltumrundung teilnehmen. Von 1894 bis 1897 begleitete er Luigi Amadeo von Savoyen auf der Cristoforo Colombo bei einer weiteren Weltumrundung. 1897 bestiegen sie den Mount St. Elias an der Grenze zwischen Alaska und dem Yukon-Territorium in Kanada. 1899 nahm er an der Expedition Luigi Amadeos mit der Stella Polare nach Franz-Joseph-Land teil. Bei dem Versuch, den Nordpol zu bezwingen, erreichten Cagni und drei Gefährten am 24. April 1900 den nördlichsten bis dahin von einem Menschen betretenen Ort bei 86° 34′ N, 64° 30′ O. 
Cagni und die drei Gefährten schafften die Rückkehr mit knapper Not; eine dreiköpfige Unterstützungsgruppe verschwand spurlos.
Cagni wurde 1901 durch die Wahl zum korrespondierenden Mitglied der Accademia Nazionale dei Lincei geehrt.
Er zeichnete sich nach dem Erdbeben von Messina am 8. Dezember 1908 bei Rettungsarbeiten besonders aus.
1911 führte er während des italienisch-türkischen Krieges den ersten italienischen Landungsverband in Libyen. Im Ersten Weltkrieg befehligte er unter anderem ein Kreuzergeschwader, ein Flottenkommando in Brindisi und die Marinebasis La Spezia.
Admiral Umberto Cagni wurde 1919 zum Senator ernannt. 1923 schied er aus dem aktiven Dienst aus. Danach übernahm er noch einige Ehrenämter.